# 菲利克斯·馬拉德
菲利克斯·馬拉德（英語：Felix Mallard，1998年4月20日—），是一位出生於澳大利亞墨爾本的男演員、音樂人和模特。他的演員生涯始於2014年，最知名的作品是在澳大利亞的長壽電視劇《家有芳鄰》中飾演本·柯克（Ben Kirk）。馬拉德於2018年移居美國，2021年開始在Netflix青少年浪漫喜劇《母女姐妹花》中扮演主要角色之一的馬可仕·貝克（Marcus Baker）。

## 早期生活
馬拉德在澳大利亞墨爾本出生與成長，高中畢業於當地的聖瑪麗學院（埃德蒙賴斯校區），在那裡他是一名年級長，他在2015年拿到維多利亞州教育證書（VCE）。他的父親戴夫·馬拉德（Dave Mallard）是一名商人，母親簡·馬拉德（Jane Mallard）是一名家庭主婦，他還有一個名叫蒂娜（Tiana）的妹妹。
馬拉德十歲時開始參加州級和國家級的擊劍比賽，2012年在維多利亞全國團體公開賽中獲得了兩枚銅牌，2013年在U15全國團體錦標賽中獲得了第五名。13歲時，馬拉德被模特公司經紀人發掘並與Vivien's Models簽約。馬拉德也是一位音樂人，從7、8歲時因父親潛移默化之下而開始彈吉他，10歲開始鋼琴，12、13歲時加入了樂團後開始接觸了鼓以及歌唱他是朋克搖滾樂團Enemies Alike的吉他手和主唱，樂團曾在墨爾本各地的場地、學校音樂活動中演出，還參加過在聯合天主教學院舉辦的樂團之戰。

## 職業生涯

### 2014年：首次亮相
2014年，15歲的馬拉德首次亮相，接替了澳大利亞電視肥皂劇《家有芳鄰》中的本·柯克一角，當時僅客串了六集，他的經紀人替他爭取了試鏡，而他也出人意料地贏得了飾演該角色的機會。馬拉德表示以前從未想過要成為演員，但這次經歷讓他意識到這是他餘生想做的事。高中畢業後，馬拉德選擇全職從事演藝工作，並於2016年重新加入《家有芳鄰》作為主要演員之一。馬拉德對音樂的興趣融入了他的角色，他經常在劇中演奏音樂。
2016年，他出演了《家有芳鄰》在Instagram發布的20集微電影衍生劇《桑特♥本》 ，以及在同年聖誕節期間播出的另一部衍生劇《夏日故事》。馬拉德於2017年底最後一次拍攝《家有芳鄰》，他的最後一集於2018年4月10日播出。另外，他還出演了墨爾本樂團Maefire的歌曲〈Without You〉的音樂錄影帶。

### 2018年：移居美國
退出《家有芳鄰》後，馬拉德出演了特拉維斯·伯恩斯主導的微電影《Money Is Just a Barbell》，他還為該片製作了配樂。馬拉德於2018年初移居美國，並在美國哥倫比亞廣播公司製作的喜劇《歡樂在一起(美國電視劇)》中飾演庫珀·詹姆斯（Cooper James），該角色啟發自英國歌手哈利·斯泰爾斯，出演該劇的演員包括小戴蒙·韋恩斯、安柏·史蒂文斯·威斯特和克里斯·帕內爾等人，最後，在被該電視劇的製片人本·溫斯頓通知成功拿到角色的好消息後，馬拉德接到了哈利·斯泰爾斯本人親自打來的電話，他告訴馬拉德：「嗨，我是哈利。我們真的很喜歡你的東西（作品），我們希望你能加入。」馬拉德最初用美國口音試鏡，但最終製片人決定採用他自然的澳大利亞口音。該節目於2018年10月1日首播，但哥倫比亞廣播公司於同年11月28日宣布拒絕續訂該電視劇的下一季，在首季播出結束後，哥倫比亞廣播公司於2019年5月10日取消了該節目。

### 2020年：出演Netflix原創影集、電影
2020年，馬拉德在Netflix超自然驚悚影集《致命鑰匙》第一季中飾演常設角色盧卡斯·卡拉瓦喬（Lucas Caravaggio），一個被惡魔附身後於二十五年前去世的十七歲少年。同年，他出演了愛情劇情片《生命中的燦爛時光》，該片於2018年10月開始拍攝，並於2020年2月由Netflix發行，改編自詹妮弗·尼文於2015年發行的同名青年小說。
2021年，馬拉德開始在美國國家廣播公司的音樂喜劇影集《柔伊的讀心歌單》第二季中飾演客串角色艾登（Aiden）。同年，在Netflix影集《母女姐妹花》中飾演十五歲少年馬可仕·貝克，由於該角色的父親是一名失聰者，馬拉德為此學習了美國手語。該劇第一季於2019年下旬在加拿大多倫多拍攝，並於2021年2月24日上映。繼首季在28天內有高達5200萬位觀看人數後，《母女姐妹花》宣布續訂第二季，將於2023年1月播出。由於該節目大受歡迎，以致馬拉德在Instagram上的追隨者在影集發布後從9萬成長到300萬。

## 影視作品
| 年份 | 片名                         | 角色            | 備註                                                  |
| ---- | ---------------------------- | --------------- | ----------------------------------------------------- |
| 2014 | 《家有芳鄰》                 | 本·柯克         | 常設（2014-2015） 主演（2016-2018） 客串（2018-2019） |
| 2016 | 《家有芳鄰衍生劇：桑特♥本》  | 本·柯克         | 網路影集                                              |
| 2016 | 《家有芳鄰衍生劇：Pipe Up》  | 本·柯克         | 網路影集                                              |
| 2016 | 《家有芳鄰衍生劇：夏日故事》 | 本·柯克         | 網路影集                                              |
| 2018 | 《Money Is Just a Barbell》  | 流浪漢          | 微電影                                                |
| 2018 | 《歡樂在一起》               | 庫柏·詹姆斯     | 主演                                                  |
| 2020 | 《生命中的燦爛時光》         | 羅莫            | 常設                                                  |
| 2020 | 《致命鑰匙》                 | 盧卡斯·卡拉瓦喬 | 常設                                                  |
| 2021 | 《柔伊的讀心歌單》           | 艾登            | 常設                                                  |
| 2021 | 《母女姐妹花》               | 馬可仕·貝克     | 主演                                                  |
| 待定 | 《尋找無限的盡頭》           | 戴維斯          | 後期製作                                              |

## 外部連結
- 官方网站
- 菲利克斯·馬拉德在互联网电影资料库（IMDb）上的資料（英文）
- 菲利克斯·馬拉德的Instagram帳戶